# Port lotniczy Bandung-Husein Sastranegara
Port lotniczy Bandung-Husein Sastranegara (indonez. Bandara Husein Sastranegara) – międzynarodowy port lotniczy w Bandung, w Indonezji.

## Linie lotnicze i połączenia
- AirAsia
  - Indonesia AirAsia (Kuala Lumpur, Singapur, Denpasar-Bali [od lipca 2009])
- Merpati Nusantara Airlines (Batam, Denpasar-Bali, Surabaja)
- Sriwijaya Air (Surabaja, Denpasar-Bali)
- Linus Airways (Batam, Palembang, Semarang)